# Джаганнатан, Пурна
Пурна Джаганнатан (Poorna Jagannathan, род. 22 декабря 1972) — актриса кино и телевидения, продюсер. Наибольшую известность ей принесли съемки в телесериале «Однажды ночью» и роль в культовой индийской комедии «Однажды в Дели». Джаганнатан Пурна является продюсером театральной постановки — «Nirbhaya», направленной против замалчивания фактов сексуального насилия. В 2013 году пьеса получила премию Amnesty International и была названа «Дейли телеграф» одной из «самых мощных пьес театра, которые вы когда-либо видели». В 2012 году Джаганнатан Пурна была включена индийским журналом «Фемина» в топ-10 в номинации «50 самых красивых женщин Индии», а в 2014 году она была названа в числе 50 самых влиятельных женщин Индии.

## Биография
Джаганнатан Пурна — дочь дипломата; родилась в Тунисе. Её детство прошло в Пакистане, Ирландии, Индии, Бразилии и Аргентине. Владеет английским, испанским, португальским, хинди и тамильским языками. Джаганнатан Пурна окончила факультет журналистики в университете Мериленда. Затем она продолжила свое образование в Actors Studio Drama School в Нью-Йорке.

## Карьера
Джаганнатан снялась в эпизодах таких телесериалов как «Лучше звоните Солу», «Чёрный список», «Закон и порядок». В 2016 году Джаганнатан Пурна снялась в сериале канала HBO «Однажды ночью», который собрал очень хорошие отзывы. В сентябре 2016 года было объявлено, что Джаганнатан Пурна присоединился к постоянному актёрскому составу сериала «Цыганка». Сериал был выпущен компанией Netflix 30 июня 2017 года. В августе 2017 года компания Netflix объявила, что не будет продлевать «Цыганку» ещё на один сезон. В мае 2018 года стало известно, что Джаганнатан присоединилась к актёрскому составу сериала HBO «Большая маленькая ложь», получив роль Кэти Ричмонд, персонажа, который появляется во втором сезоне сериала.
Джаганнатан снялась в фильме 2019 года «Репост». Премьера фильма состоялась на кинофестивале «Сандэнс» в 2019 году, и был сразу приобретён компанией HBO.
Шокированная сенсационным групповым изнасилованием и убийством в Дели 16 декабря 2012 года, Джаганнатан Пурна придумала и спродюсировала театральную пьесу под названием Nirbhaya («бесстрашный», псевдоним, данный жертве). Пьеса опиралась на дело об изнасилование и убийстве Джиоти Сингха Панди; автор использовал трагическое событие в качестве катализатора, чтобы нарушить молчание в обществе о сексуальном насилии. Пьеса Nirbhaya, впервые сыгранная в рамках Эдинбургского театрального фестиваля в 2013 году получила множество наград и хвалебных отзывов.
24 апреля 2020 года в онлайн-кинотеатре Apple TV+ вышел мини-сериал «Защищая Джейкоба», где она сыграла роль доктора Элизабет Вогел.

## Фильмография
| Год       |     | Русское название                      | Оригинальное название                          | Роль                               |
| --------- | --- | ------------------------------------- | ---------------------------------------------- | ---------------------------------- |
| 2004      | с   | Закон и порядок                       | Law & Order                                    | Реана Хемлани                      |
| 2004      | ф   | Она ненавидит меня                    | She Hate Me                                    | подруга Сонга                      |
| 2005      | с   | Джонни Зиро                           | Jonny Zero                                     | доктор Шамира                      |
| 2005      | с   | —                                     | Starved                                        | Пи Джей                            |
| 2005      | кор | —                                     | Dealbreaker                                    | подруга Фрэн                       |
| 2005      | ф   | Синоптик                              | The Weather Man                                | нью-йоркский пешеход               |
| 2005      | кор | —                                     | Modern Day Arranged Marriage                   | Суна                               |
| 2005      | ки  | —                                     | Law & Order: Criminal Intent                   | доктор Сикх                        |
| 2006      | с   | Спаси меня                            | Rescue Me                                      | доктор Клайн                       |
| 2006      | с   | Закон и порядок: Преступное намерение | Law & Order: Criminal Intent                   | доктор Сикх                        |
| 2006      | с   | Продюсер                              | Love Monkey                                    | директор                           |
| 2007      | ф   | —                                     | Montclair                                      | доктор Блайт                       |
| 2007      | ф   | Наркоз                                | Awake                                          | медсестра доктора Найерса          |
| 2008      | с   | Игра                                  | The Game                                       | доктор Даймонд                     |
| 2009      | ф   | —                                     | Karma Calling                                  | начальник отдела контроля качества |
| 2009      | с   | 4исла                                 | Numb3rs                                        | первый техник                      |
| 2010—2011 | с   | Дорогой доктор                        | Royal Pains                                    | Сайя                               |
| 2011      | ф   | Однажды в Дели                        | Delhi Belly                                    | Менака                             |
| 2011      | ф   | Мир, любовь и недопонимание           | Peace, Love and Misunderstanding               | Мира                               |
| 2012      | ф   | Спасибо за обмен                      | Thanks for Sharing                             | доктор Кажани                      |
| 2013      | ф   | Эта сумасшедшая молодежь              | Yeh Jawani Hai Deewani                         | Райана                             |
| 2015      | с   | Карточный домик                       | House of Cards                                 | доктор Ланжавни                    |
| 2015      | ф   | Славный малый Смит                    | Growing Up Smith                               | Налини Бхатнагар                   |
| 2016      | с   | Морская полиция: Лос-Анджелес         | NCIS: Los-Angeles                              | доктор Нития Агарвал               |
| 2016      | с   | Риццоли и Айлс                        | Rizzoli & Isles                                | миссис Джалбани                    |
| 2016      | с   | Однажды ночью                         | The Night Of                                   | Сафар Хан                          |
| 2016      | ф   | Кэрри Пилби                           | Carrie Pilby                                   | Флисс                              |
| 2017      | с   | —                                     | How to Beat Your Sister-in-Law (At Everything) | учитель                            |
| 2017      | ф   | Сфера                                 | The Circle                                     | доктор Виллалобос                  |
| 2017      | с   | Закон и порядок: Специальный корпус   | Law & Order: Special Victims Unit              | Майя Самра                         |
| 2017      | с   | Цыганка                               | Gypsy                                          | Ларин Инамдар                      |
| 2017      | с   | Комната 104                           | Room 104                                       | Дивия                              |
| 2017      | ф   | Дейзи Уинтерс                         | Daisy Winters                                  | Аннабель Кумар                     |
| 2017      | с   | Чёрный список                         | The Blacklist                                  | Нира Ахмад                         |
| 2018      | с   | Заложница                             | Taken                                          | Джудит Чапман                      |
| 2018      | ф   | 22 мили                               | Mile 22                                        | Дороти Брейди                      |
| 2018      | ф   | Работа актёра над собой               | An Actor Prepares                              | доктор Фишер                       |
| 2018      | с   | Лучше звоните Солу                    | Better Call Saul                               | доктор Морин Бракнер               |
| 2018      | ф   | Мёртвая точка                         | The Dead Center                                | Сара Грей                          |
| 2018      | с   | Сожалею о вашей утрате                | Sorry for Your Loss                            | терапевт                           |
| 2019      | ф   | Репост                                | Share                                          | Керри Ланди                        |
| 2019      | с   | Притворство                           | The Act                                        | доктор Лакшми Чандра               |
| 2019      | с   | Рами                                  | Ramy                                           | Салма                              |
| 2019      | с   | Большая маленькая ложь                | Big Little Lies                                | Кэти Ричмонд                       |
| 2020      | с   | Мессия                                | Messiah                                        | Санджана Мирза                     |
| 2020      | с   | Я никогда не…                         | Never Have I Ever                              | доктор Налини Вишвакумар           |
| 2020      | с   | Защищая Джейкоба                      | Defending Jacob                                | доктор Элизабет Вогел              |
| 2020      | с   | Дикарки                               | The Wilds                                      | Рана Джадмани                      |
| 2020      | ф   | —                                     | Alia’s Birth                                   | Джейми                             |
| 2023      | ф   | Родители в законе                     | The Out-Laws                                   | Рехан Закарян                      |